# Luis de Mendoza (jesuita)

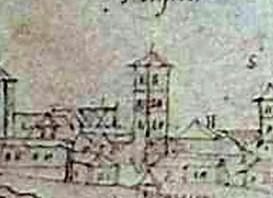
Vista de la iglesia de San Esteban, de la que era cura Luis de Mendoza. (detalle de un dibujo de Segovia por Anton Van den Wyngaerde, 1562)

Luis de Mendoza (Segovia, ¿1533?-1595) fue un sacerdote y jesuita, amigo de San Ignacio de Loyola.

## Biografía
Era sobrino o sobrino-nieto del jesuita Diego Laínez, que llegaría a ser sucesor de Ignacio de Loyola como general de la Compañía tras la muerte de este último en 1556.
Siguió la carrera eclesiástica, siendo nombrado cura párroco de la iglesia de San Esteban en Segovia. Además era racionero de la catedral de Segovia.
Hacia 1548 viajó a Roma para arreglar asuntos concernientes a su iglesia y allí coincidió y trabó amistad con Ignacio de Loyola. De acuerdo con García Oviedo, debió de ser recibido por entonces en la Compañía de Jesús.Junto con los nobles romanos Savo Mattei y Camillo Stalla, fue nombrado procurador en Roma de Francisco de Borja en el marco de la fundación del Colegio Romano.En esta época donó a la compañía una casa de su propiedad en Tívoli, cercanas a la iglesia del Salvador en esa localidad que les había sido donada por Marcantonio Croce, obispo del lugar.
A su vuelta a España en 1551, sería uno de los impulsores de la fundación del colegio de la Compañía en Segovia ya desde ese momento. La fundación no ocurriría hasta 1559, aunque si consiguió que algunos compañeros jesuitas se instalaran en una casa de su propiedad dos años antes. Esta propiedad la había ofrecido ya en 1552.
A finales de esa década de 1550 o principios de la siguiente se hizo pública su condición de jesuita. Asistió a la Dieta de Ausburgo de 1566 como parte del entorno de Otón Truchsess de Waldburg, obispo de Augsburgo. Este prelado le envió a Felipe II como portador de una serie de reliquias destinadas a este monarca.